# Rio Ernea
O Rio Ernea é um rio da Romênia, afluente do Târnava Mare, localizado no distrito de Sibiu.